# Corioli
Corioli è una località storica del Lazio, un'antica cittadella dei Volsci, Dionigi la cita come una loro città-stato, i cui resti sono stati identificati dai topografi nell'odierna località Monte Giove, presso Genzano di Roma. La città è legata alle vicende dell'eroe romano Coriolano, che da essa riprese il suo cognomen.

## Storia
Secondo gli annali romani, Corioli fu conquistata una prima volta, assieme a Longula e Polusca, nel corso di una campagna militare contro i Volsci di Anzio. Nel 493 a.C., il console romano Postumio Cominio invase il territorio dei Volsci e Corioli venne conquistata, dopo un breve assedio, grazie al valore militare del giovane patrizio Gneo Marcio, soprannominato "Coriolano" in seguito a questa impresa. Durante l'assedio, avendo sentito dire che i Volsci di Anzio erano in procinto di portare loro aiuto con un'armata numerosa, gli abitanti di Corioli aprirono imprudentemente le porte della città per lanciarsi contro i Romani; questi respinsero i Coriolani e, approfittando della porta lasciata aperta, irruppero nella città e la saccheggiarono. L'occupazione strategica del piccolo centro di Corioli garantiva ai Romani l'accesso alla pianura pontina, attraverso un varco creato tra i territori di Aricia e di Ardea.
Nel 489 a.C. venne nuovamente riconquistata dai Volsci, condotti dallo stesso Coriolano, assieme a Satricum, Longula, Polusca e Mugillae.
Corioli rientrò comunque a breve nell'area di influenza dei Romani: alcuni decenni dopo il territorio di Corioli, conteso fra Aricini e Ardeati, divenne ager publicus dopo una pubblica protesta di Publio Scapzio, un vecchio soldato.

## Ubicazione
Recenti indagini hanno consentito di rinvenire sul colle di Monte Giove le tracce di un insediamento fortificato dell'età del ferro. Sulla cima del colle si conserva un terrazzamento rettilineo, lungo circa 200 metri e alto 3 metri, costituito da un costone di tufo tagliato verticalmente e dalla probabile funzione difensiva. Questo costone era rinforzato da molti blocchi in tufo litoide, basati sul piede romano (29 cm), alcuni dei quali si conservano oggi sul posto, pertinenti a una fortificazione del VI secolo a.C. È probabile che originariamente lungo questa terrazza si aprisse una delle porte della città, poiché qui compare una stretta apertura praticata nella roccia da cui si sale verso il casale moderno.
La vicina "Grotta di Coriolano" invece è costituita da un ambiente ipogeo scavato nel tufo con pianta a croce latina, forse quanto rimane di un'antica tomba a camera. Un cunicolo simile (noto come "Grotta del Tesoro") sembra invece che venisse utilizzato per la raccolta delle acque e faceva parte quindi del sistema di approvvigionamento idrico della città.
Nel Medioevo le mura della città di Corioli vennero erroneamente interpretate come resti di un tempio romano e nacque così il toponimo di Monte Giove. Nel corso del XVI secolo sulla cima del colle venne eretto il bel "Casale di Monte Giove", oggi proprietà di Caterina Moncada e il fratello Antonio; fu gravemente danneggiato durante i bombardamenti del 1944 ed in seguito ricostruito. Desta curiosità notare dalle foto satellitari, il confine perfettamente circolare della tenuta cinquecentesca, il quale gira tutto intorno al colle.